# Overheard 2
Série
Overheard
(2009) Overheard 3
(2014)
Pour plus de détails, voir Fiche technique et Distribution.
Overheard 2 (竊聽風雲2, Sit ting fung wan 2) est un thriller hongkongais écrit et réalisé par Alan Mak et Felix Chong et sorti en 2011 à Hong Kong.
C'est la suite de Overheard (2009), bien que les trois acteurs principaux, Lau Ching-wan, Louis Koo et Daniel Wu, jouent ici des personnages différents. Seuls les éléments clés du premier film étant conservés. Sa suite, Overheard 3, sort en 2014.
Il totalise 38 119 511 US$ de recettes au box-office.

## Synopsis
Manson Law (Lau Ching-wan), un célèbre agent de change de Hong Kong, est blessé dans un accident de voiture. La police, dirigée par l'inspecteur Jack Ho (Louis Koo), découvre un dispositif de surveillance militaire dans l'épave de la voiture. Pendant ce temps, le policier Joe (Daniel Wu) dévoile son important plan visant Landlord Club, un mystérieux conglomérat financier. Le destin de ces trois hommes se mêle bientôt au jeu du chat et de la souris et menace de faire tomber tout le marché boursier.

## Fiche technique
- Titre original : 竊聽風雲2
- Titre international : Overheard 2
- Réalisation : Alan Mak et Felix Chong
- Scénario : Alan Mak et Felix Chong
- Photographie : Fletcher Poon, Chan Kwok-hung (en) et Jack Lam
- Montage : Curran Pang
- Musique : Chan Kwong-wing
- Production : Derek Yee
- Société de production : Sil-Metropole Organisation, Pop Movies et Polybona Films
- Société de distribution : Distribution Workshop
- Pays d'origine :  Hong Kong
- Langue originale : cantonais
- Format : couleur
- Genre : thriller
- Durée : 121 minutes
- Dates de sortie :
  -  Hong Kong,  Chine et  Singapour : 18 août 2011
  -  Taïwan : 9 septembre 2011
  -  Japon : 28 juillet 2012

## Distribution
- Louis Koo : Jack Ho, inspecteur principal du bureau de la sécurité
- Lau Ching-wan : Manson Law, un courtier en valeurs mobilières de Hong Kong
- Daniel Wu : Joe Sze-ma, un ancien combattant de l'US Air Force
- Michelle Ye : Tsui Foon, la femme de Jack Ho
- Huang Yi (en) : Emily Kwok, la femme de Manson Law
- Wilfred Lau : Tsui Hoi, le subordonné de Jack Ho et le frère cadet de Tsui Foon
- Kenneth Tsang : Tony Wong
- Bowie Wu : Sze-ma Cheung, le père de Joe Sze-ma
- Felix Lok (en) : Jim Chan Chim
- Kong Ngai (en) : Oncle Sing-wan
- Alex Fong (en) : Simon, le propriétaire de l'hôtel
- Kwok Fung (en) : Lam Yun-kan
- Chiao Chiao : Mrs. Sze-ma, la mère de Joe Sze-ma qui souffre d'Alzheimer et vit dans un sanatorium
- Matt Chow (en) : Ting, le subordonné de Manson Law
- Dion Lam (en) : Frère Kam, le subordonné de Tony Wong et expert en sécurité
- Patricia Tang
- Andrew Rizkalla : un homme d'affaires occidental
- Patrick Brzeski : un homme d'affaires occidental